# Alto Vera Cruz
Alto Vera Cruz é um bairro situado na região leste do município de Belo Horizonte.
Sua população em 2010 segundo o censo é de cerca de 23.000 pessoas

## História
Onde se localiza hoje o bairro Alto Vera Cruz, havia, no passado, fazendas pertencentes às famílias Necésio Tavares, marçola e Jonas Veiga. Partes dessas terras faziam parte do Parque Vera Cruz  e conforme mapa cartográfico de Belo Horizonte de 1936, já havia o traçado do futuro bairro Vera Cruz e parte do Alto Vera Cruz. A parte em que seria criado o atual bairro Alto Vera Cruz, foi vendida para a Comiteco e posteriormente para a Ferrobel (Cia Mineradora de Belo Horizonte), que deveria promover a urbanização do lugar. Como isso não ocorreu, a área ficou abandonada e degradada ambientalmente. Apesar disso, era bem servida pelas águas limpas e abundantes do córrego Santa Teresinha, que nessa época era margeado por uma densa mata.
Em 1950 iniciou-se a ocupação da área que não contava com nenhuma infra-estrutura ou saneamento básico. Porém, só na década de 60 é que o povoamento se intensifica com a chegada de trabalhadores provenientes da construção civil. Nessa época, o único meio de acesso ao local era o trem que vinha de Sabará, a “Maria Fumaça” e a “jardineira” que passava na rua Leopoldo Gomes com Caravelas. Os moradores costumavam andar a pé até o bairro Horto para pegar o bonde. O bairro conta com um comércio muito intenso, que se concentra na Rua Tebas.
Transporte: O bairro é atendido pelas seguintes linhas de ônibus.
- 9101- Alto Vera Cruz/São Bento
- 9407- Alto Vera Cruz/Dom Bosco

As linhas abaixo passam pelo bairro indiretamente.
- 901- Circular Leste

## Cultura
O bairro possui uma vida cultural muito rica e diversificada, com locais como o Centro Cultural Alto Vera Cruz-CCAVC, Centros de Vivência Agroecológica–CEVAE, o Centro Integrado de Atendimento a Criança e ao Adolescente (CIAME), o Núcleo de Apoio à Família (NAF) que encaminha jovens para o mercado de trabalho e diversas outras associações comunitárias, algumas surgidas no início do processo de urbanização da área. No final da década de 80, a comunidade do Alto Vera Cruz já contava com sete associações, projetos e grupos de esporte e lazer.
No bairro também há 3 escolas e uma creche comunitária, a Escola Municipal Israel Pinheiro, que atende crianças a partir de 6 anos de idade a idosos de até 85 anos de idade. A escola também ministra vários cursos de qualificação profissional como cursos de culinária, artesanato, informática e cidadania. A Escola Estadual Necésio Tavares e a Escola Estadual Engenheiro Prado Lopes. A Creche Comunitária denominada Centro Educativo Comunitário Israel Pinheiro, aberta à comunidade para desenvolvimento de atividades sociais, eventos e reuniões. No espaço funciona o AA - Alcoólicos Anônimos, o Projeto Social Mais Cidadania e Solidariedade e oficinas do Projeto Artes e Saúde.
Destacam-se grupos culturais alem dos pioneiros: Evandro Emeci e Daniel do rap que formaram no final dos anos 80 o grupo Processo Hip Hop, temos o Grupo de Rap NUC, as Meninas de Sinhá,Grupo Netinhas de Sinhá e mais recentemente a ASSOCIAÇÃO CULTURAL DE CAPOEIRA ANGOLA – BHZ CONNECTION ou simplesmente ACCA BHZ. O Rapper Flávio Renegado foi nascido e criado no bairro, onde começou sua carreira.

### Meninas de Sinhá
O grupo Meninas de Sinhá foi criado em 1998, mas suas raízes remontam ao final da década de 80, com os encontros sociais do projeto Lar Feliz, na região do bairro Alto Vera Cruz, Zona Leste de Belo Horizonte. Movido, em grande parte, pela preocupação e pelo idealismo de uma de suas principais componentes, Dona Valdete, o projeto buscava entender os problemas comuns, carências e angústias das tantas mulheres que vivem na comunidade.
Nos encontros semanais foi nascendo a vontade de cantar, dançar e relembrar antigas cantigas de roda, cirandas e brincadeiras infantis, o que se transformou no principal objeto artístico do grupo: a preservação da memória e a difusão da cultura popular.
Ao longo desses anos, as Meninas de Sinhá vem se afirmando no cenário cultural de Belo Horizonte. Suas características são o perfil marcante de suas componentes, a qualidade e expressão artística nas apresentações, além de uma história de luta e grande potencial criador. Já se apresentaram em diversas cidades do estado e participam também de projetos educativos com cursos e oficinas. Desde 2004, participam da Rede Telemig Celular de Arte e Cidadania.

### NUC – Negros da Unidade Consciente
O grupo NUC – Negros da Unidade Consciente, surgiu com a proposta de trazer a identidade do negro à periferia: agregar valores como a negritude, união e a consciência. A proposta é trabalhar com arte e  também uma proposta de conceito, coletividade, de sempre abrir pra debate e discurso a partir do NUC. O grupo realiza um trabalho que é o GC.NUC (Grupo Cultural NUC). Este é um trabalho de capacitação e formação na área cultural para pessoas de comunidades economicamente pobres. Considerando que existe um trabalho artístico e cultural dentro destas comunidades, é importante contribuir no desenvolvimento destas comunidades como forma de qualificar os trabalhos feitos por eles, promover a inclusão social através da informação e dos acessos aos meios que possibilitem esses objetivos.

## Ligações Externas
- Dados gerais sobre a cidade de Belo Horizonte